# Ortíz (Toa Alta)
Ortíz es un barrio ubicado en el municipio de Toa Alta en el estado libre asociado de Puerto Rico. En el Censo de 2010 tenía una población de 26580 habitantes y una densidad poblacional de 1.594,31 personas por km².

## Geografía
Ortíz se encuentra ubicado en las coordenadas 18°20′54″N 66°12′57″O / 18.34833, -66.21583. Según la Oficina del Censo de los Estados Unidos, Ortíz tiene una superficie total de 16.67 km², de la cual 15.94 km² corresponden a tierra firme y (4.37%) 0.73 km² es agua.

## Demografía
Según el censo de 2010, había 26580 personas residiendo en Ortíz. La densidad de población era de 1.594,31 hab./km². De los 26580 habitantes, Ortíz estaba compuesto por el 78.53% blancos, el 8.89% eran afroamericanos, el 0.35% eran amerindios, el 0.15% eran asiáticos, el 9.14% eran de otras razas y el 2.94% pertenecían a dos o más razas. Del total de la población el 99.39% eran hispanos o latinos de cualquier raza.